# Jia Zhanbo
Jia Zhanbo (贾占波S, Jiǎ ZhānbōP; 15 marzo 1974) è un tiratore a segno cinese.

## Carriera
Ha vinto la medaglia d'oro olimpica nel tiro a segno alle Olimpiadi di Atene 2004 nella specialità 50 metri tre posizioni maschile.